# Tipula subcana
Tipula subcana är en tvåvingeart som beskrevs av Edwards 1920. Tipula subcana ingår i släktet Tipula och familjen storharkrankar.
Artens utbredningsområde är Ecuador. Inga underarter finns listade i Catalogue of Life.